# Argent Hellion
Argent Hellion (Нови Сад, 12. септембар 1987) је псеудоним српског писца Николе Којића, креатора и предузетника из Босне и Херцеговине. 

## Биографија
Никола Којић рођен је 12. септембра 1987. године у Новом Саду.
Непосредно пред почетак рата, средином 1991. године, породица се трајно сели у очево родно мјесто Осјечани Горњи у близини Добоја. Завршио је Основну школу Чедомир Јаћимовић (данас ЈУ ОШ Радоје Домановић, пуни назив Јавна установа основна школа Радоје Домановић Осјечани Горњи), а ЈУ Гимназију Јован Дучић у Добоју. Има два брата.
Почетком септембра 2006. године враћа се у Нови Сад и уписује факултет. Усљед тешке економске ситуације трајно напушта и студије и Нови Сад и сели се у Осјечане Горње. Преузима послове у породичној фирми које до тада само повремено обављао.
Једна од дугорочних посљедица великих промјена узрокованих очевом смрћу јесте и почетак рада на писању текстова као начин ношења са свакодневним потешкоћама.

## Стваралаштво
Псеудоним Argent Hellion преузео је још за вријеме свог боравка у Новом Саду. Тада је почео да пише серију тексова. Када је постало јасно да исписани текстови полако почињу формирати смислену цјелину у виду новог фантастичног свијета Atharon у који је бјежао од неподношљиве самоће и туге. Тај нови свијет је инспирисано свјетовима видео-игара које су му пружале уточиште у најтежим тренуцима живота. И данас су видео-игаре највећи извори инспирације за своје романе.
Његов једини озбиљан рад јесте серијал Atharon, који је започео још 2007. године. Роман је прошао кроз пар сличних промјена, од којих је прва књига под насловом „Атарон – Почетак“ била завршена већ 2009. године. Прве потраге за издавачима вољним да подрже роман епске фантастике потпуно непознатог аутора пролазиле су катастрофално, шта је ескалирало 2012. године када је хтио и да напусти писање.
У то вријеме се појављују многи романи фантастике на свјетској сцени, па је и интересовање за епску фантастику изненада је порасло и на домаћем тржишту. Потрага за издавачем све до сусрета на Београдском Сајму Књига 2016. године, када је успостављен контакт са Креативном Радионицом Балкан те је роман објављен крајем исте године; истовремено је објављена и изворна енглеска верзија.
Друга књига у серијалу је  „Атарон – злоба“ чија је промоција била 2022. године.
Серијал Атарон аутор пише на српском језику, са намјеном за објављивање за енглеско говорно подручје. Аутор је такође тај који ради превод.
Упоредо са креирањем фантазијског свијета Атарон, аутор је креирао додатне елементе. Један од тих елемената, замишљено да буде јединствена верзија шаха, названа Атарон шах или једноставно Конквест (из изведенице енглеске ријечи Conquest). Иако је ова игра замишљена као мањи елемент свијета Атарон, убрзо је заживела и постала независан пројекат, формирала је своја правила и постала игра за игру. У јуну 2017. године Конквест је уписан у Регистар ауторских дјела који води Интелектуални Институт за имовину Босне и Херцеговине као интелектуално власништво Аргента Хеллиона под бројем 03-47-5-300/17VT.